# Македонія (Огайо)
Македонія (англ. Macedonia) — місто (англ. city) в США, в окрузі Самміт штату Огайо. Населення — 12 168 осіб (2020).

## Географія
Македонія розташована за координатами 41°18′54″ пн. ш. 81°30′6″ зх. д. / 41.31500° пн. ш. 81.50167° зх. д. (41.314916, -81.501630).  За даними Бюро перепису населення США в 2010 році місто мало площу 25,24 км², з яких 25,14 км² — суходіл та 0,10 км² — водойми.

## Демографія
Згідно з переписом 2010 року, у місті мешкало 11 188 осіб у 4338 домогосподарствах у складі 3231 родини. Густота населення становила 443 особи/км².  Було 4545 помешкань (180/км²).
Расовий склад населення:
| - 83,6 % — білих - 10,4 % — чорних або афроамериканців - 3,9 % — азіатів - 0,1 % — корінних американців |

До двох чи більше рас належало 1,6 %. Частка іспаномовних становила 1,3 % від усіх жителів.
За віковим діапазоном населення розподілялося таким чином: 22,3 % — особи молодші 18 років, 63,0 % — особи у віці 18—64 років, 14,7 % — особи у віці 65 років та старші. Медіана віку мешканця становила 43,4 року. На 100 осіб жіночої статі у місті припадало 94,1 чоловіків;  на 100 жінок у віці від 18 років та старших — 93,1 чоловіків також старших 18 років.
Середній дохід на одне домашнє господарство  становив 105 898 доларів США (медіана — 81 056), а середній дохід на одну сім'ю — 117 846 доларів (медіана — 93 677). Медіана доходів становила 61 199 доларів для чоловіків та 51 098 доларів для жінок. За межею бідності перебувало 1,9 % осіб, у тому числі 2,5 % дітей у віці до 18 років та 2,1 % осіб у віці 65 років та старших.
Цивільне працевлаштоване населення становило 6129 осіб. Основні галузі зайнятості: освіта, охорона здоров'я та соціальна допомога — 26,0 %, виробництво — 18,5 %, роздрібна торгівля — 10,9 %, науковці, спеціалісти, менеджери — 9,3 %.